# Uenoa taiwanensis
Uenoa taiwanensis är en nattsländeart som beskrevs av Hsu och Chen 1997. Uenoa taiwanensis ingår i släktet Uenoa och familjen Uenoidae. Inga underarter finns listade i Catalogue of Life.